# Tres Lunas
Tres Lunas (estilizado Tr3s Lunas) es un álbum del músico y compositor Mike Oldfield, publicado el 3 de junio de 2002. La edición fue realizada por WEA, aunque no por la propia multinacional sino por su filial WEA Music Spain, siendo el primero de un contrato de tres discos del artista con dicha discográfica.

## Antecedentes
Después del concierto de Berlín, Oldfield se dedicó por completo a la creación de un juego de realidad virtual musical, llamado, en un principio Sonic Reality, que más tarde cambió su nombre a Music VR. Su lanzamiento fue fijado en un principio para septiembre del 2000, pero se fue posponiendo hasta que salió acompañando a Tr3s Lunas, lanzado el 3 de junio de 2002.

## Grabación
En este álbum volvió a aparecer la hermana de Oldfield, Sally Oldfield; apareció en 1978 en el álbum Incantations. Como vocalistas tienen su aparición también Jude Sim, cantante de jazz y voz principal de tema «To Be Free» y una cantante británico-asiática llamada Amar que ya colaboró con el músico en Tubular Bells III. El álbum fue grabado en los Roughwood Studios, con partes en Plan 1 Studios, (Múnich).
Instrumentos usados en la grabación
Guitarras eléctricas y españolas, bajo, sintetizadores, mandolín y piano de cola. El sonido del saxofón está creado con el uso de sintetizadores de guitarra.

## Lanzamiento
La presentación del disco y de Music VR (el juego virtual) se realizó en la Ciudad de las Artes y de las Ciencias de Valencia, e incluyó una "fiesta chill-out" en El Hemisférico. Se vendieron más de 200 000 copias del disco sólo en España, y cifras similares en Alemania y otros países, por lo que se puede calificar de éxito.

### Juego de RV
Se incluyó además de los temas musicales, un segundo CD con el primer episodio llamado también «Tres lunas» de Music VR, un videojuego en realidad virtual (RV) en el que el músico llevaba trabajando desde principios de los años 90. En el juego no hay violencia ni tiros, sólo relax, paisajes de ensueño, muchos animales —delfines, gatos, tortugas, escorpiones, etc.—, ciudades espaciales y grandes espacios inspirados en el universo de Salvador Dalí. 
El juego recuerda un poco al que ya creó cuando lanzó en 1994 el álbum The Songs of Distant Earth, en el que incluyó un vídeo interactivo de un viaje espacial sólo para usuarios de Mac.

## Lista de canciones
| Edición española |                           |          |  |
| N.º              | Título                    | Duración |  |
| 1.               | «Misty»                   | 3:58     |  |
| 2.               | «No Man's Land»           | 6:07     |  |
| 3.               | «Return to the Origin»    | 4:40     |  |
| 4.               | «Landfall»                | 2:16     |  |
| 5.               | «Viper»                   | 4:34     |  |
| 6.               | «Turtle Island»           | 3:40     |  |
| 7.               | «To Be Free»              | 4:21     |  |
| 8.               | «Fire Fly»                | 3:44     |  |
| 9.               | «Tr3s Lunas»              | 4:36     |  |
| 10.              | «Daydream»                | 2:14     |  |
| 11.              | «Thou Art in Heaven»      | 5:23     |  |
| 12.              | «Sirius»                  | 5:46     |  |
| 13.              | «No Man's Land» (Reprise) | 2:54     |  |
| 14.              | «To Be Free» (Radio Edit) | 3:58     |  |

Fuente: Allmusic

## Créditos y personal
- Mike Oldfield: Guitarras, teclados, programación, producción, creador del primer episodio de "MusicVR" e ingeniero de grabación.
- Sally Oldfield – Vocalista.
- Jude Sim – Vocalista en "To Be Free".
- Amar – Vocalista.
- Ben Darlow – Ingeniero de grabación asistente.
- Philip Lewis – Programador de percusión (ayudando en Plan 1).
- Thomas Suessmair – Programador de percusión (ayudando en Plan 1).
- Neek Catcheside: Artista gráfico.
- Colin Dooley: Programación de software.
- Bill Smith: Dirección de arte.
- Ian Ross: Diseño.